# Knut Matsson (Lejonbjälke)
Knut Matsson till Säckestad (död 1289) var en riddare och svenskt riksråd, ägare till Säckestad, lagman i Närke och Sveriges drots, den andra i ordningen.
Vapen: en kluven sköld med lejon och en bjälke (Lejonbjälke).
Knut Mattssons föräldrar och härstamning är okända, men som Sveriges andra drots i ordningen bör han ha tillhört högfrälset och det faktum att han för ett lejon i vapnet på en kluven sköld, vilken påminner om vapnet inom den ätt som idag kallas Lejonbalk, antyder att han möjligen var släkt med Bjälboätten.
Att han i likhet med Mats Törneson (Hjorthorn) skrivit sig till Säckestad lämnar en möjlighet till släktskap med denne, som tillhörde Hjorthorn, Törne Matssons ätt, en ätt av lagmän med ursprung från Närke. Knut Mattsson efterträder också Mats Törnesons bror Filip Törnesson (Hjorthorn) som lagman i Närkes lagsaga år 1292, något som ytterligare indikerar en koppling mellan honom och ätten Hjorthorn, Törne Matssons ätt, eftersom lagmansämbetet ofta gick i arv inom ätter, eller besläktade ätter, vid denna tid.
Han blev riksråd senast 1280, eftersom han blev drots 1280, och lagman i Närkes lagsaga tidigast 1279, senast 1283.
Han var gift med Ingeborg Ulfsdotter (Ulv) (död mellan 1297 och 1307) dotter till den föregående drotsen Ulf Karlsson (Ulv), och det är möjligt att han kan ha gett henne godset Göksholm i morgongåva, eftersom hon är den första med säkerhet kända ägaren till Göksholm, vilket därefter gick i arv på kvinnolinjen i fyra generationer.
Deras dotter, Birgitta Knutsdotter  var gift med Magnus Bengtsson (Bengt Bossons ätt) och förde också en sköld med bjälke i vänster fält.
År 1288 nämns han då kung Magnus Ladulås till riksrådet och lagmannen i Närke Knut Matsson  förlänade bland annat en gård i Motala (som här nämns för första gången) med tillhörande fiske.